# Tropaeolum sessilifolium
Tropaeolum sessilifolium là một loài thực vật có hoa trong họ Tropaeolaceae. Loài này được Poepp. & Endl. miêu tả khoa học đầu tiên năm 1835.